# Viola trinervata
Viola trinervata är en violväxtart som först beskrevs av Howell, och fick sitt nu gällande namn av Howell och Asa Gray. Viola trinervata ingår i släktet violer, och familjen violväxter. Inga underarter finns listade i Catalogue of Life.

## Bildgalleri

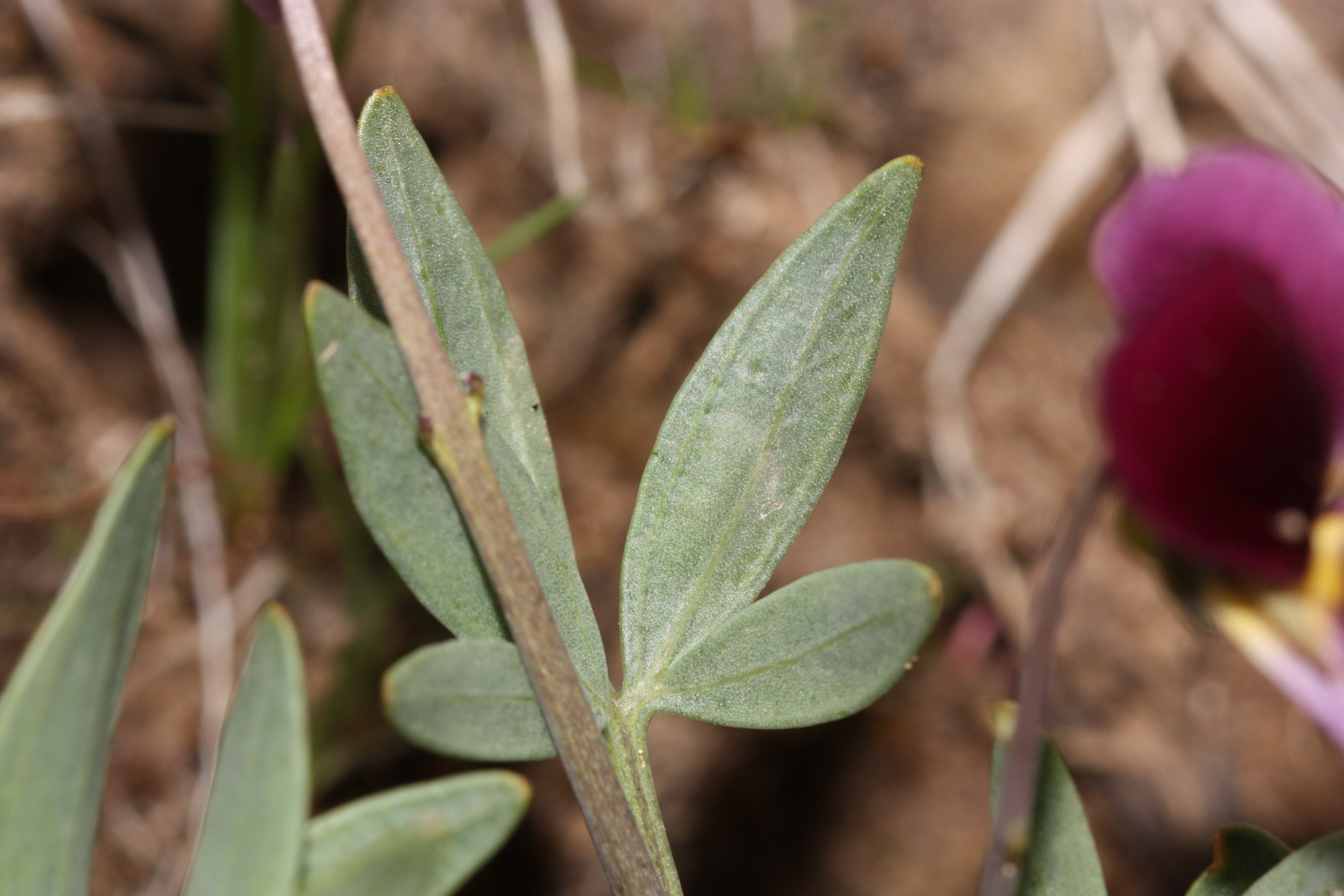
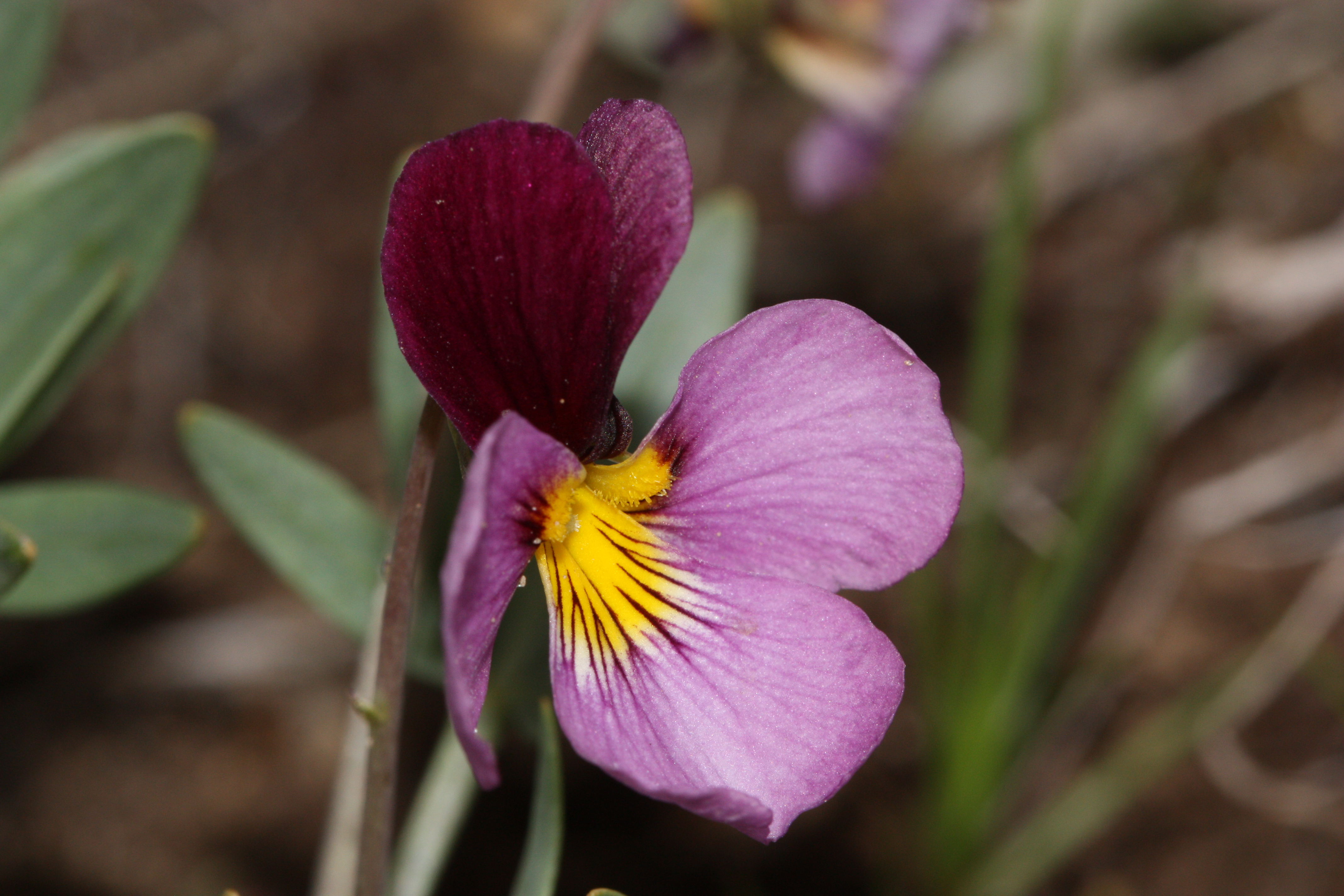
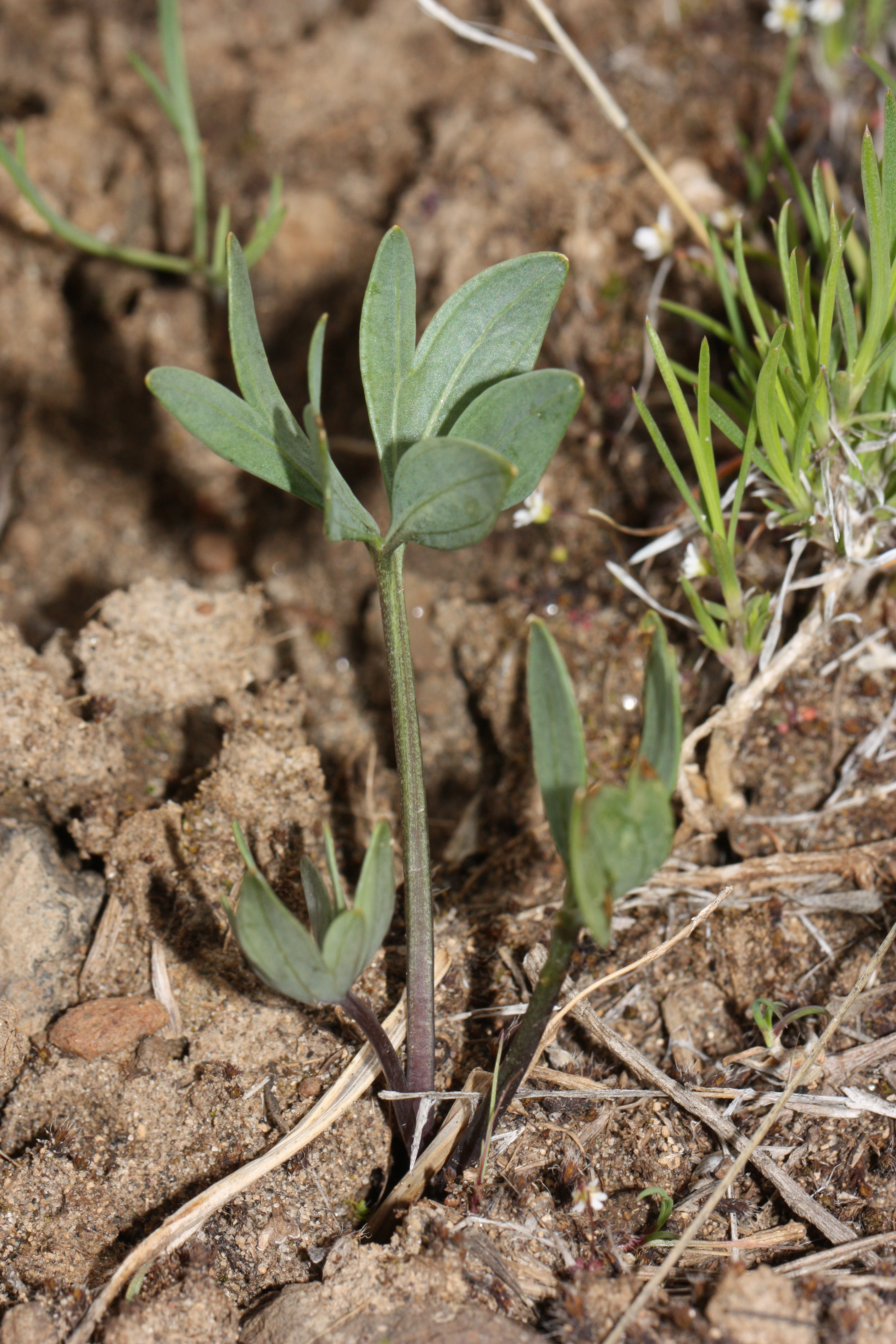
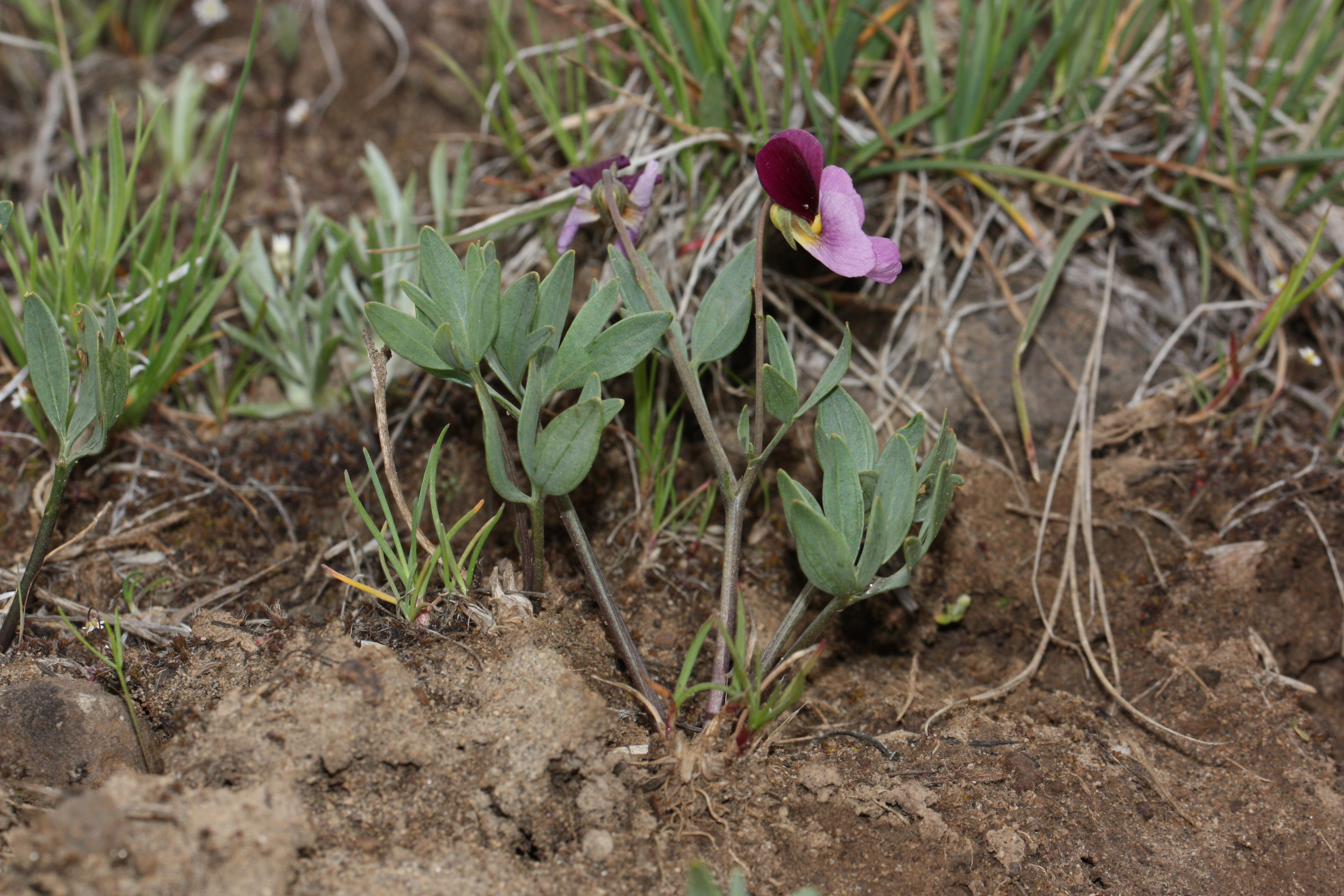